# Mark Kac
Mark Kac (phát âm: kahts, tiếng Ba Lan: Marek Kac, tiếng Ukraina: Марко Кац, sinh ngày 3.8.1914 tại Krzemieniec, Đế quốc Nga, nay thuộc Ukraina; từ trần ngày 26.10.1984 tại California, Hoa Kỳ) là nhà toán học người Mỹ gốc Ba Lan. Lãnh vực nghiên cứu chính của ông là lý thuyết xác suất. Câu hỏi của ông: "Anh có thể nghe được hình dạng của một cái trống?" đã dẫn đến việc nghiên cứu lý thuyết quang phổ (spectral theory), nhằm hiểu rõ phạm vi mà quang phổ cho phép người ta đọc hiểu hình học. (Cuối cùng, câu trả lời là "không", nói chung.)

## Cuộc đời và Sự nghiệp
Kac đậu bằng tiến sĩ toán học ở Đại học Lviv của Ba Lan năm 1937 dưới sự hướng dẫn của Hugo Steinhaus. Khi học ở đây, ông là thành viên của trường toán học Lviv (tiếng Ba Lan: Lwowska Szkoła Matematyczna). Sau khi đậu bằng tiến sĩ, ông bắt đầu tìm kiếm việc làm ở nước ngoài, và năm 1938 ông được Quỹ Parnas cấp một học bổng để sang Hoa Kỳ làm việc. Ông tới thành phố New York tháng 11 năm 1938.
Từ năm 1939 tới 1961 ông làm việc ở Đại học Cornell, ban đầu là trợ giáo, rồi từ năm 1943 là giáo sư phụ tá và từ năm 1947 là giáo sư chính thức. Ông nhập quốc tịch Mỹ năm 1943. Năm 1961 ông rời đại học Cornell sang làm việc ở Đại học Rockefeller tại thành phố New York. Sau 20 năm làm việc ở đây, ông chuyển tới Đại học Nam California làm việc cho tới khi nghỉ hưu.

## Giải thưởng
- 1950 Giải Chauvenet

## Tác phẩm
- Mark Kac and Stanisław Ulam: Mathematics and Logic: Retrospect and Prospects, Praeger, New York (1968) Dover paperback reprint.
- Mark Kac, Enigmas of Chance: An Autobiography, Harper and Row, New York, 1985. Sloan Foundation Series. Published posthumously with a memoriam note by Gian-Carlo Rota. Kac's distinction between an "ordinary genius" like Hans Bethe and a "magician" like Richard Feynman has been widely quoted. (Kac knew both at Cornell University.)
- Mark Kac, Probability and related topics in physical science, Lectures in Applied Mathematics Series, Vol 1a, American Mathematical Society (1957), ISBN 0-8218-0047-7.
- Mark Kac, Probability, number theory, and statistical physics, collection mathematicians of our time, The MIT Press (1979), ISBN 0-262-11067-9.
- Mark Kac, Aspects probabilistes de la théorie du potentiel, séminaire de mathématiques supérieures (1968), Les Presses de l'Université de Montréal, Montreal (1970).
- Mark Kac, Quelques problèmes mathématiques en physique statistique, Collection de la Chaire Aisenstadt, Les Presses de l'Université de Montréal (1974), ISBN 0-8405-0260-5.
- Mark Kac, Bản mẫu:Guil, American Mathematical Monthly, 73 (4) (1966), 1-23. Texte au format pdf.